# Bogovinje
Bogovinje (mazedonisch Боговиње; albanisch definit Bogovina, indefinit Bogovinë) ist eine Ortschaft und Amtssitz der gleichnamigen Gemeinde im Westen Nordmazedoniens.

## Geographie
Bogovinje liegt auf einer Meereshöhe von 550 m. i. J. am Westrand der Ebene Polog. Sie befindet sich etwa auf halbem Wege zwischen den Städten Tetovo im Norden und Gostivar im Süden.

## Bevölkerung
Gemäß der Volkszählung von 2002 hat die Gemeinde Bogovinje 28.997 Einwohner, davon sind 27.614 (95,2 %) Albaner, 1183 (4,1 %) Türken, 37 (0,1 %) ethnische Mazedonier und 163 (0,6 %) Angehörige anderer ethnischer Gruppen.
Im eigentlichen Ort Bogovinje lebten demnach 6328 Personen, hierunter 6273 (99,13 %) Albaner.

## Politik
Der Rat der Opština besteht aus 19 auf eine Legislaturperiode von vier Jahren gewählten Mitgliedern.

## Persönlichkeiten
- Mehmed Pascha Deralla (1843–1918), Mitglied der Liga von Prizren, Gründervater Albaniens und albanischer Kriegsminister (1912–1914)
- Blerim Dzemaili (* 1986 in Tetovo, familiär aus Bogovinje),[5] Fußballspieler